# Brünneken Bökenförde

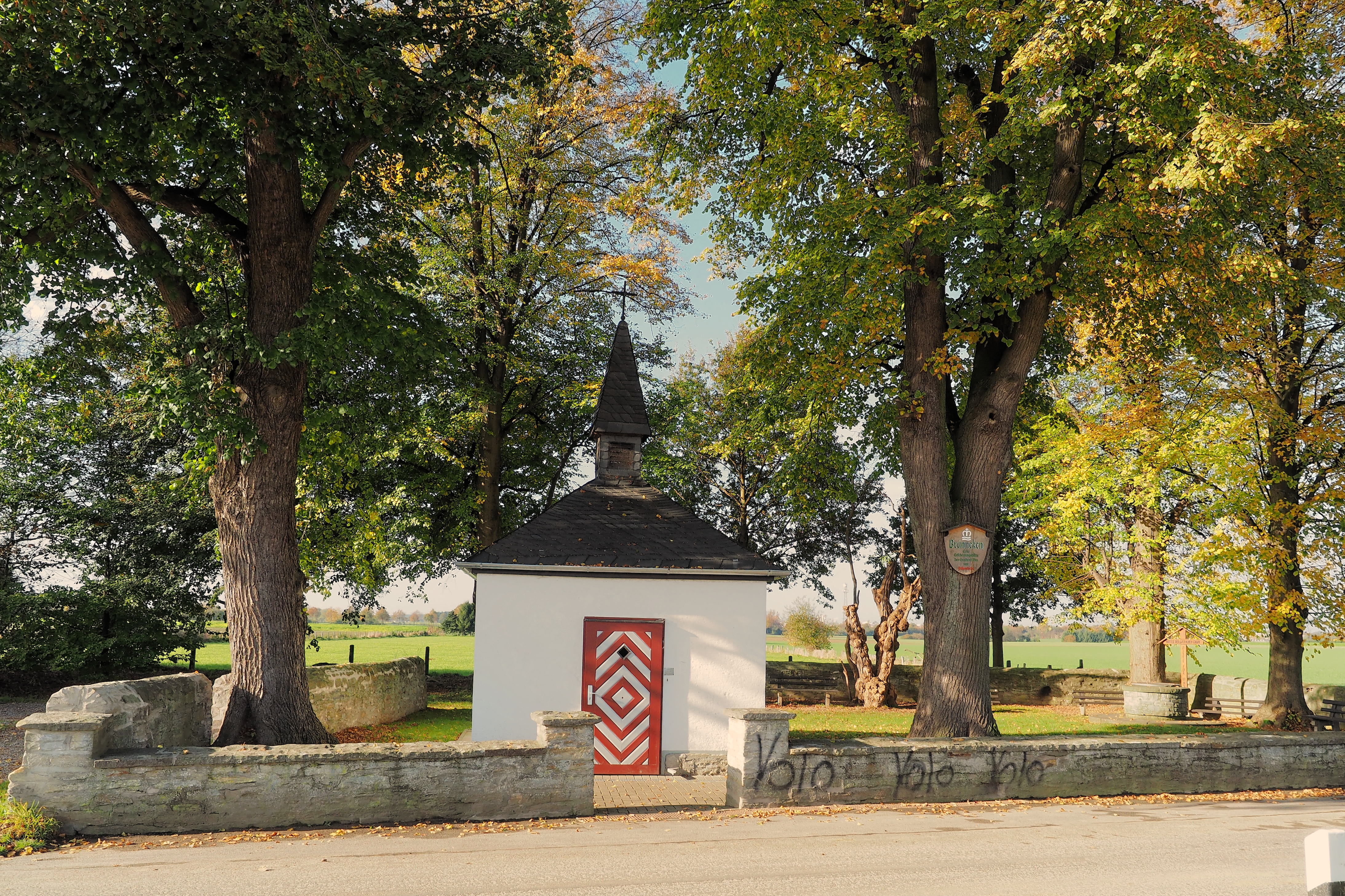
Das Brünneken

Das Brünneken ist eine Wallfahrtskapelle nordwestlich von Bökenförde (Ortsteil von Lippstadt in Westfalen) am Liebfrauenweg, der Kreisstraße zwischen Bökenförde und Rixbeck. Die Wallfahrtskapelle mit Brunnen ist von hohen Lindenbäumen umgeben.

## Geschichte

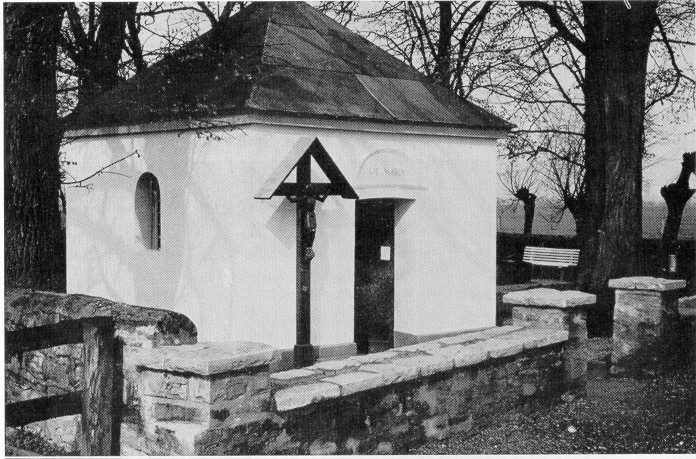
Brünneken um 1958

Die Stätte in der Feldflur wird als Erscheinungsort des Bökenförder Gnadenbildes verehrt. Der Legende nach habe ein Hirte im Mittelalter ein Marienbildnis über dem Wasser des Brunnens schweben sehen, woraufhin er seine Entdeckung dem Geistlichen von Bökenförde mitgeteilt habe. Das Gnadenbild sei dann in feierlicher Prozession in die Bökenförder Kirche überführt worden.
Eine Neuauflage eines Andachtsbüchleins aus dem Jahr 1954 lässt den Ort nebulös erscheinen, indem plötzlich behauptet wird, die Marienkapelle habe schon im 16. Jahrhundert bestanden.
Untersuchungen zur Baugeschichte des Brünnekens konnten bereits 2005 nachweisen, dass die heutige Parzelle mit Kapellengebäude und Brunnen erst im Rahmen der durchgeführten Separation in der Bökenförder Feldflur im Jahr 1864 entstanden ist. 
Eine dendrochronologische Untersuchung des Dachstuhls im Jahr 2015 belegte, dass die Kapelle 1864 erbaut wurde. Bei der Untersuchung des Brunnens im Jahr 2016 konnte anhand entnommener Holzproben aus dem Bereich der Sohle das Alter eindeutig nachgewiesen werden. Auch der Brunnen wurde wie das Gesamtensemble 1864 erbaut.

## Baustil
Der quadratische Kapellenbau wurde 1864 aus Bruchsteinen gemauert und erhielt ein Pyramidendach. Nordöstlich der Kapelle wurde bei einer archäologischen Grabung 2016 ein Sockel gefunden, auf dem vermutlich ein Holzkreuz stand. Südöstlich der Kapelle wurde mit Bruchsteinen ein Brunnen angelegt, der allerdings im Vergleich zu Parallelbrunnen in der Bökenförder Feldflur, die zur Viehtränke benutzt wurden und eine Tiefe von 5–6 m besaßen, nur eine Tiefe von 3,50 m hatte. Ein aufgemauerter Brunnen mit einer hölzernen Abdeckung ermöglichte es zahlreichen Gläubigen, dort Wasser zu holen, um es zu Heilzwecken einzusetzen.

## Renovierungen
Die Marienkapelle wurde 1954 vom Kirchenmaler und Bildhauer B. Gohla renoviert und erhielt einen Kellenputz und eine holzgetäfelte Decke. Ebenso schuf der Künstler eine steinerne Madonna mit göttlichem Kind, die noch heute im Brünneken vorhanden ist. Zudem wurden einige Symbole aus der Lauretanischen Litanei und zwei alte Gobelins mit musizierenden Engeln als Schmuckelemente in die sonst schlichte Kapelle eingebracht. Vor dem Gebäude wurde ein Holzkreuz aufgestellt. Die nächste grundlegende Veränderung vollzog sich 1962, als eine Apsis angebaut und ein Turm ergänzt wurde. Auch der Brunnen erhielt eine neue Aufmauerung aus Anröchter Stein. Das Holzkreuz wurde entfernt.
Als finanzielle Mittel durch die Dr.-Arnold-Hueck-Stiftung zur Verfügung standen, wurde 2014–2015 eine erneute größere Renovierungsmaßnahme durchgeführt. So erhielt die Kapelle einen neuen Innenputz, ein Marienfenster und eine neue Deckenverkleidung. Vor dem Eingang zur Kapelle wurde eine Edelstahl-Stele mit geschichtlichen Daten aufgestellt. Der Brunnen erhielt eine neue Abdeckung in Form eines Edelstahldeckels mit Marienversen und einer Öllampe. Das Holzkreuz nordwestlich des Brunnens war einige Jahre zuvor dort aufgestellt worden.

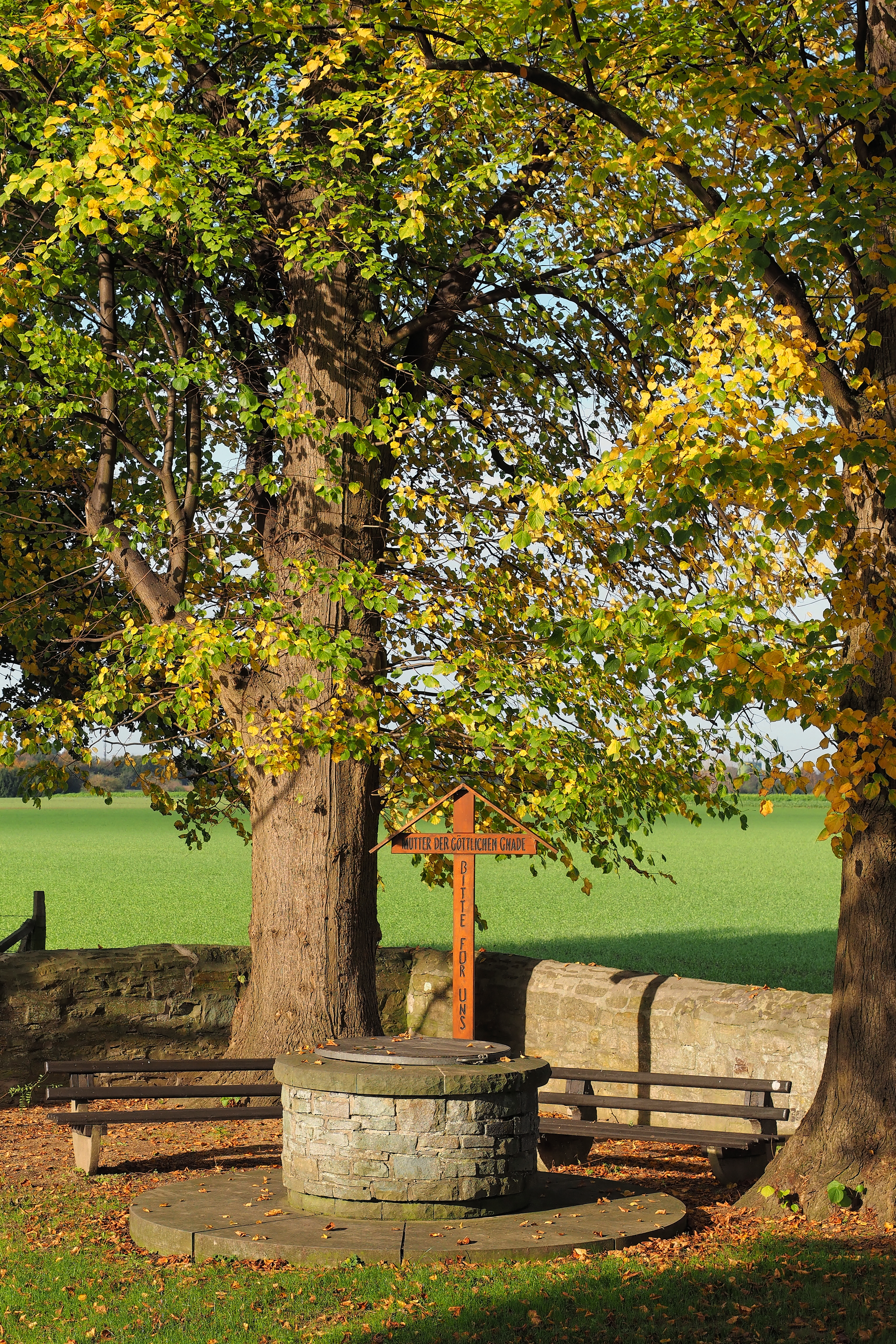
Brünneken Brunnen 2014
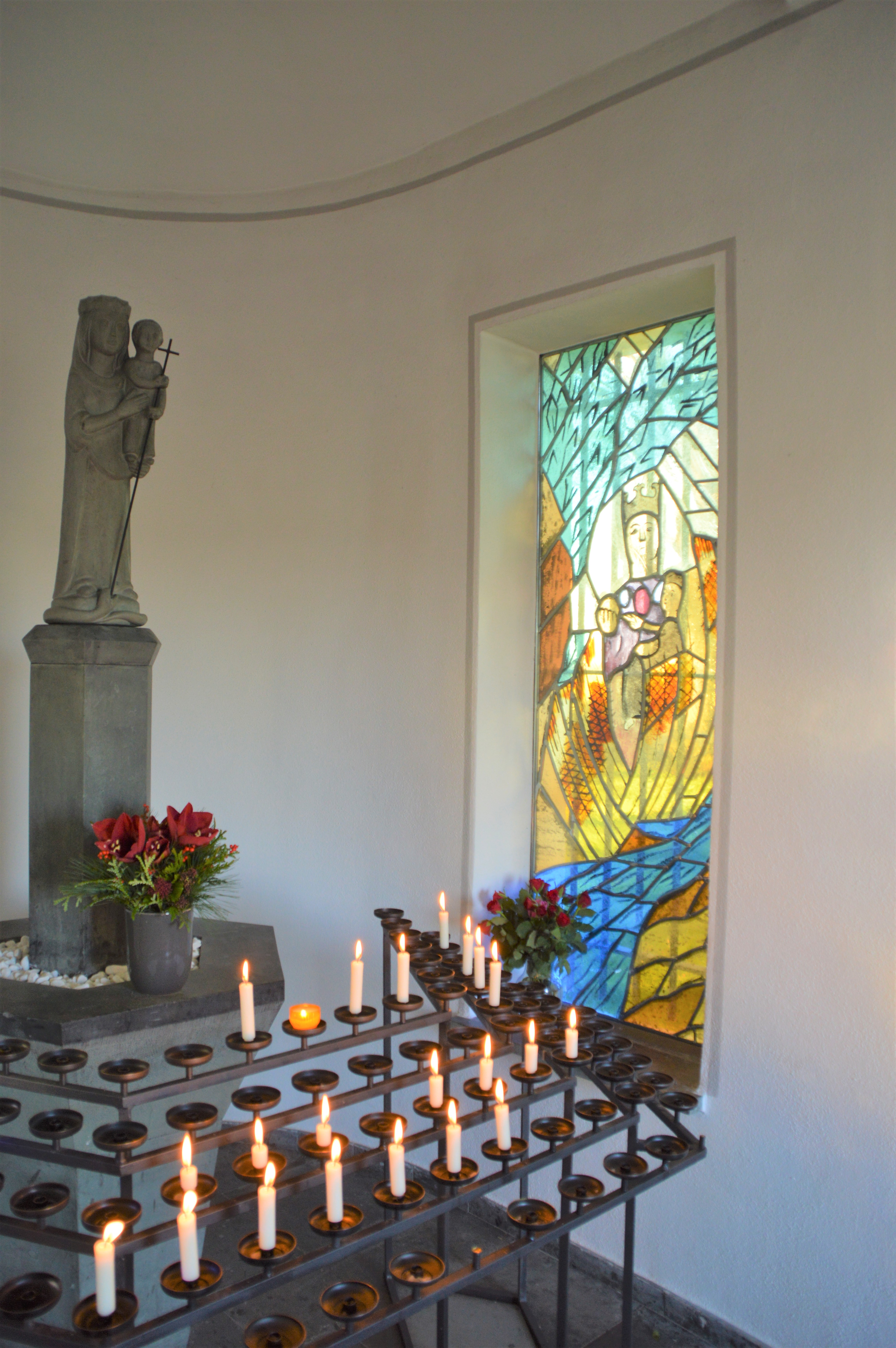
Innenansicht 2016
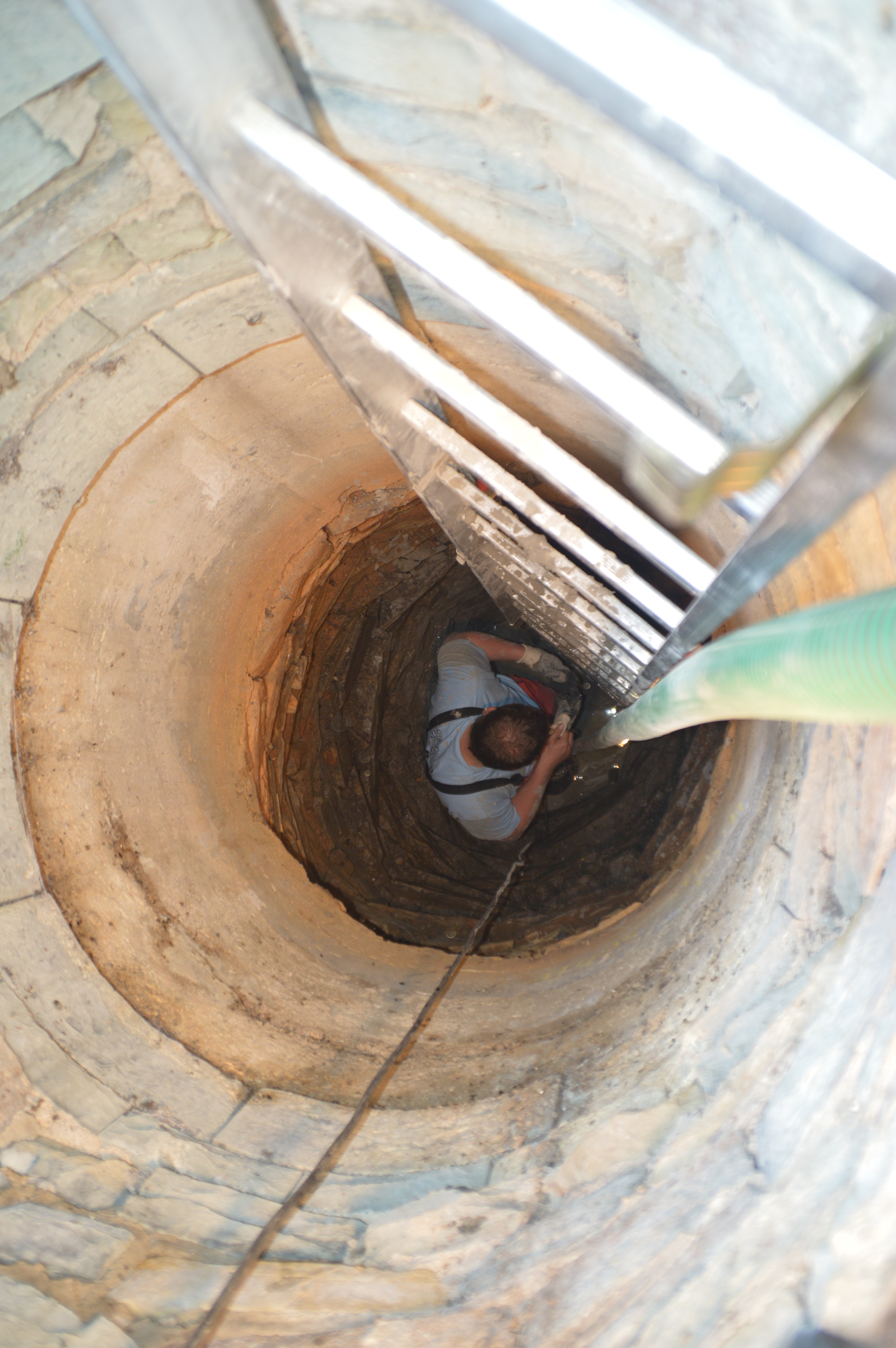
Abstieg in den Brunnen 2016
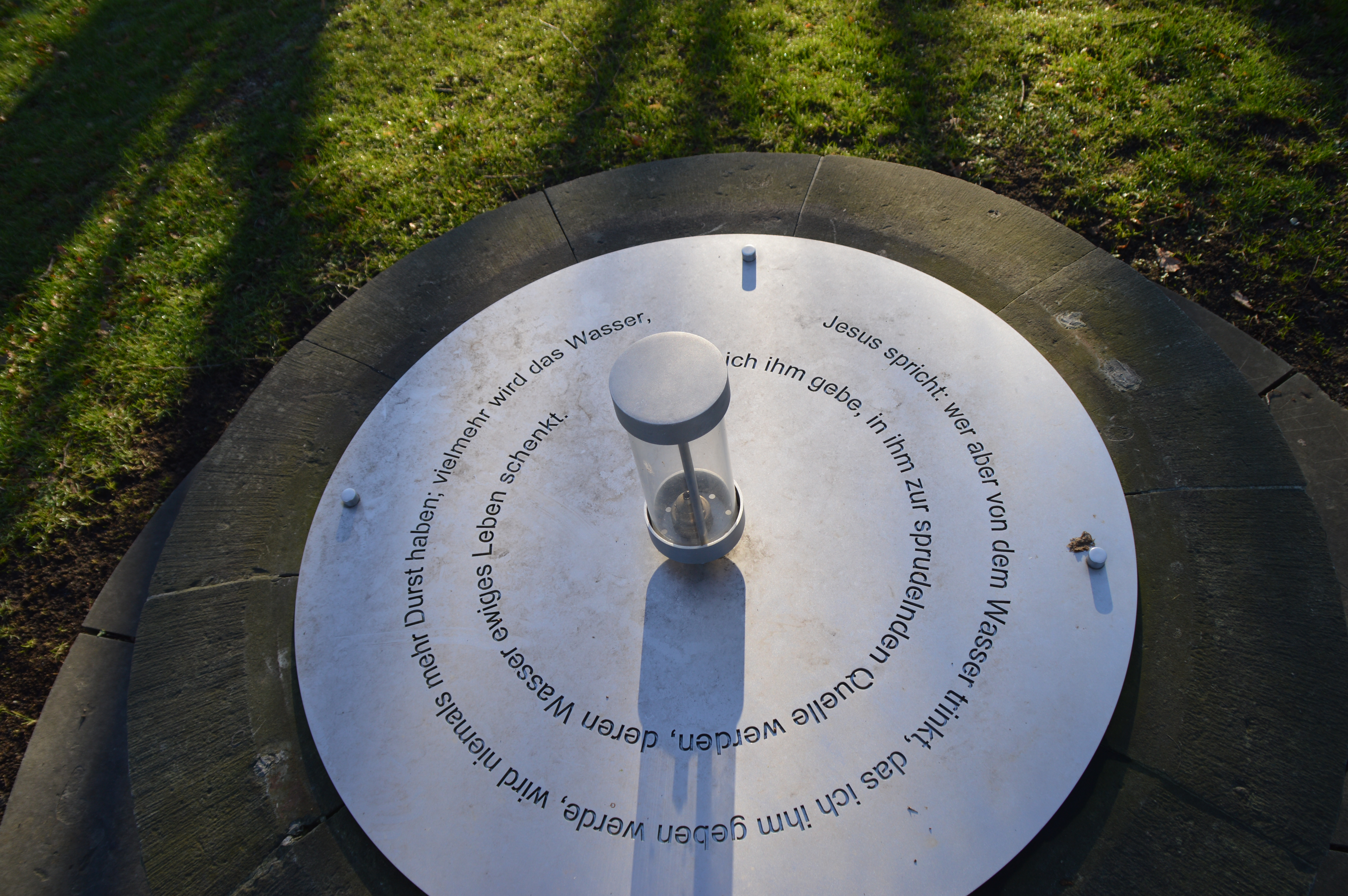
Brunnendeckel 2016